# Yosef Shalom Eliashiv
Yosef Shalom Eliashiv (ou Elyashiv) (10 avril 1910, Šiauliai, Empire russe, aujourd'hui en Lituanie – 18 juillet 2012, Jérusalem, Israël) est un rabbin israélien d'origine russe, un des décisionnaires (Posseq) de la loi juive (Halakha) les plus importants à l'échelle mondiale, dans le judaïsme orthodoxe (Haredi).

## Éléments biographiques
Yosef Shalom Eliashiv est né le 10 avril 1910 (1er Nissan 5670 a.m.) à Šiauliai, Empire russe, aujourd'hui en Lituanie
Il est le fils du rabbin Avraham Eliashiv (Erener) de Gomel, en Biélorussie et de Chaya Musha, la fille du rabbin kabbaliste Shlomo Eliashiv de Šiauliai (décédé en 1925).
il se marie avec Sheine Chaje  fille du rabbin Aryeh  Levin.
Sa fille Batsheva épouse le rabbin Chaim Kanievsky, le fils du rabbin Yaakov Yisrael Kanievsky (le Steipler).

## Œuvres
- (he) Kovetz Teshuvos, 4 Volumes de Responsa.
- (he) Divrei Aggadah, commentaires sur la Torah, datant des années 1950.
- (he) Yashiv Moshe, incluant ses décisions halakhiques.